# Christopher Samba
Veijeany Christopher Samba (nascut el 28 de març de 1984), més conegut com a Chris Samba, és un exfutbolista congolès-francès que ha jugat al FC Dinamo Moscou, havent passat pel FK Anzhí Makhatxkalà, que va deixar després d'un incident de racisme quan un grup d'aficionats del FC Lokomotiv Moscou li tiressin un plàtan després d'un partit. Ha jugat anteriorment al Queens Park Rangers Football Club i el Blackburn Rovers Football Club de la Premier League anglesa.